# Wizin
 (novembre 2012).
Si vous disposez d'ouvrages ou d'articles de référence ou si vous connaissez des sites web de qualité traitant du thème abordé ici, merci de compléter l'article en donnant les références utiles à sa vérifiabilité et en les liant à la section « Notes et références ».
Wizin est un village du Burkina Faso, situé à l'est de Dissin, chef-lieu de la commune rurale du même nom, dans la province du Ioba, région administrative du Sud-Ouest du Burkina Faso. 

## Géographie
Il est limité au nord par le village de Kpopéri, au sud par les villages de Dakolé et Tansien, à l'ouest par celui de Baagan. Le fleuve Mouhoun constitue une frontière naturelle dans sa partie Est.
Wizin en raison de sa frontière avec le Mouhoun dispose d'un couvert végétal important.

## Population

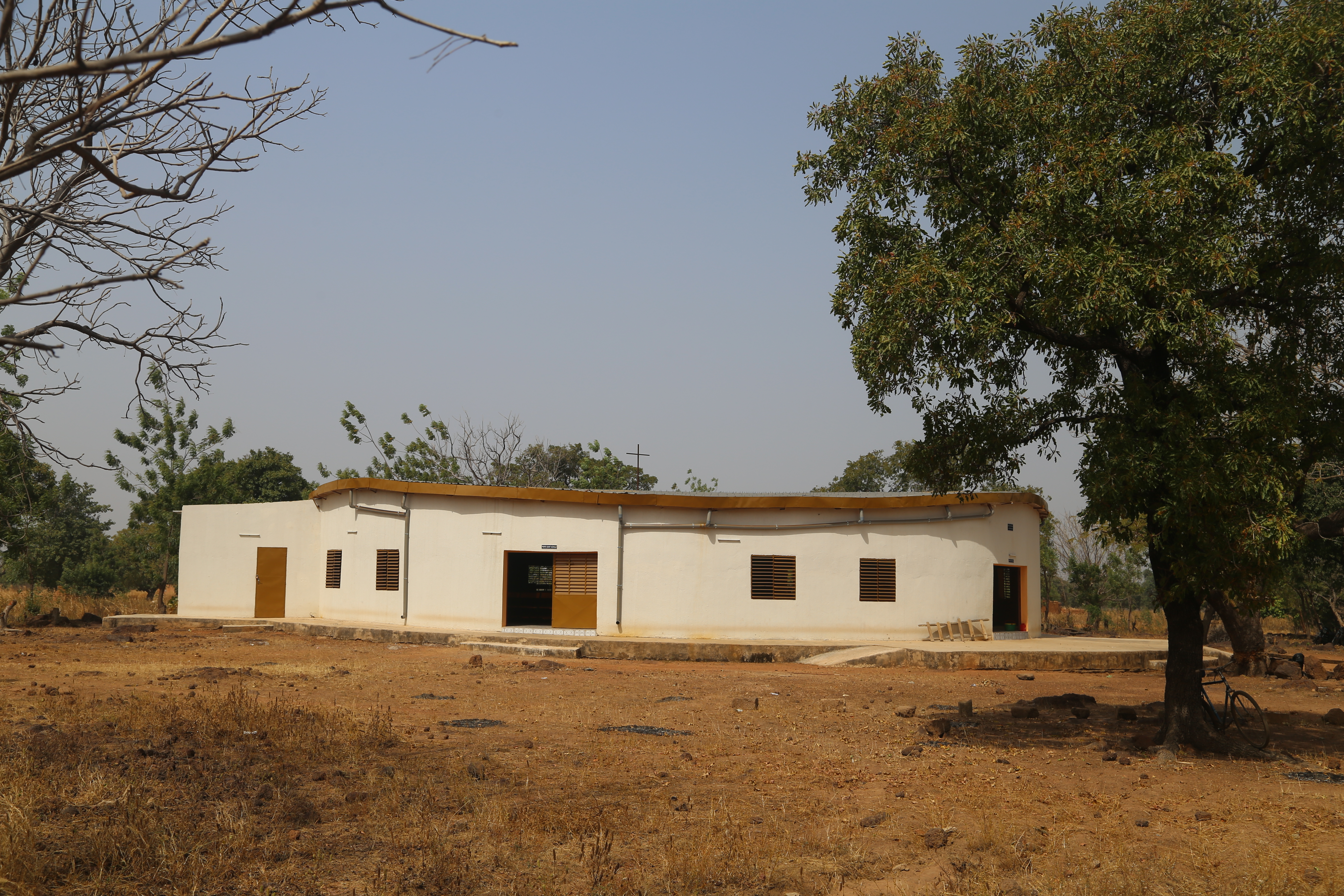
Chapelle Notre Dame De la Visitation de Wizin

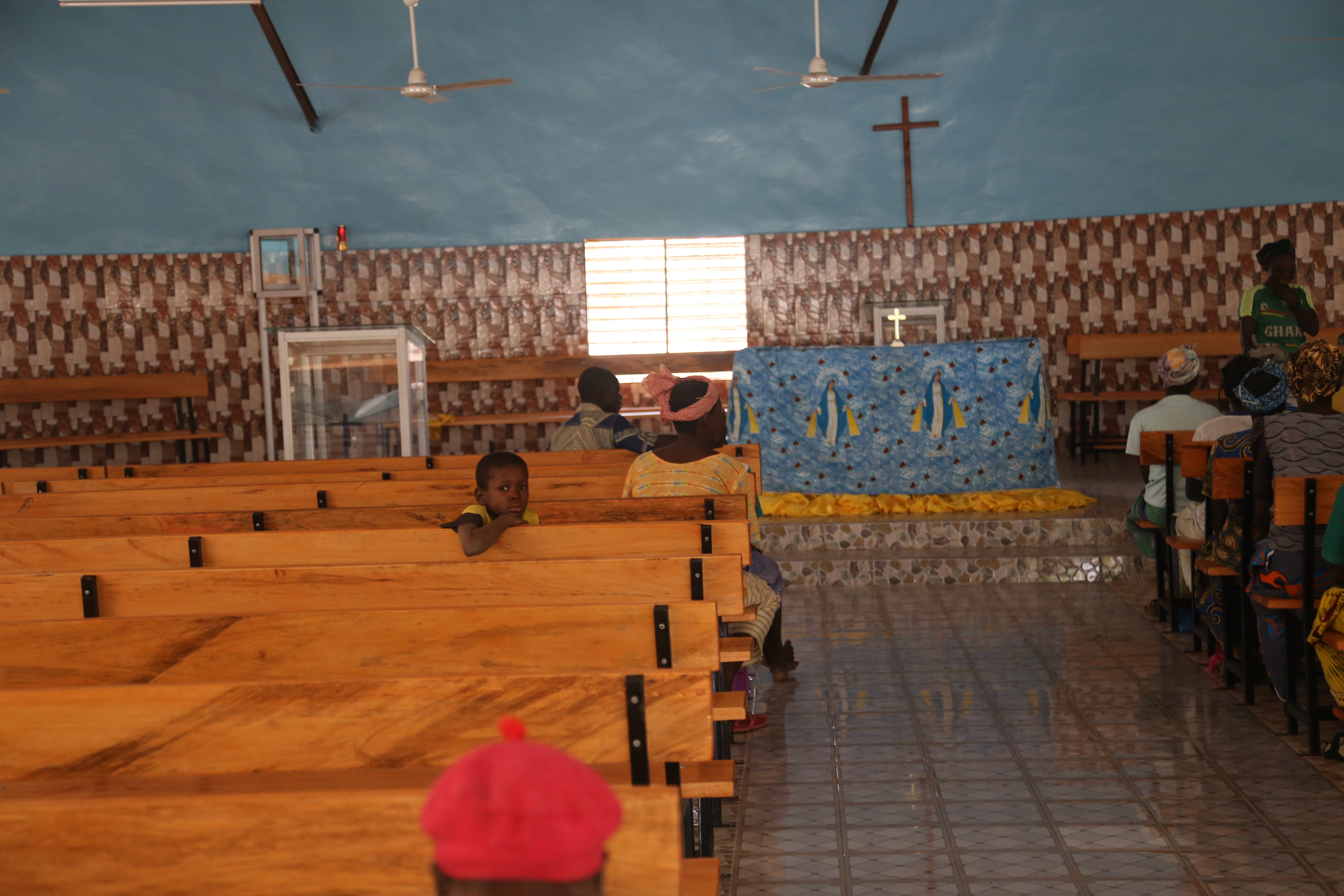
Vue intérieure de la chapelle Notre Dame de la Visitation de Wizin

La population est constituée des Dagaras venus du Ghana et répartis en quatre clans patriarcaux. La famille (clan) qui dirige le village (chef de terre) est la première à s'y installer, ce sont les Mètouolè ; ils sont cependant moins nombreux que leurs esclaves Bèkouonè répartis en deux groupes : les Bèkouon-damolè et les Bèkouon-dakyari. À côté des deux familles, il y a aussi les Zaguè (ou Zawè) et enfin les Kpagnawnè, neveux des Mètouolè (pour ceux originaires de Wizin). Ces quatre grandes familles vivent en bonne intelligence depuis plus d'un centenaire. Il faut aussi noter que le pouvoir coutumier des Mètouolè de Wizin s'étend jusqu'à Kpopèri dans sa partie Centre au Sud. Cette population est essentiellement rurale mais compte parmi ses forces vives une diaspora d'une trentaine de personnes dont de grands commis d'État et des étudiants aux profils divers.

## Infrastructures
Wizin dispose d'une école primaire de trois puis six classes, ouverte depuis le 1er octobre 1988 par les autorités gouvernementales à l'initiative d'un fils et patriarche du village du nom de Dabiré Raphaël Metuorman, infirmier en retraite décédé en novembre 1996 à près de 80 ans. Il faut aussi noter l'aménagement de bas-fonds rizicoles sous l'impulsion d'un autre fils de Wizin, Dabiré Joseph Marie Christophe Metuorman, fils du premier cité, ancien ministre de la santé puis des enseignements secondaires et supérieurs, de la recherche scientifique (MESSRS), puis député aux mandats de 1997-2002 et de 2002-2007 (président de la commission Finances et Budget de cette législature) commissaire à l'UEMOA et actuellement Premier Ministre depuis janvier 2019.
Au nombre des infrastructures, il faut aussi signaler un moulin mis en place par le groupement villageois de femmes, un centre d'alphabétisation et d'éducation non formelle, une belle chapelle en dur consacrée par l'évêque de Diébougou le 21 décembre 2019 à l'occasion du jubilé des 25 ans de sacerdoce de l'abbé  Zaw Somé Bèterbanfo Modeste, Il y a aussi un centre de santé et de promotion sociale (CSPS) installé à Kpopèri au profit des deux villages.
Priorités
Au nombre des priorités, il faut citer le besoin d'une électrification rurale (énergie solaire plus pragmatique), l'accessibilité par la route, les infrastructures sportives et la stimulation des activités agropastorales par l'aménagement des retenues d'eau de plus grande capacité. L'édification d'une chapelle s'avère aussi nécessaire pour une population catholique à presque 1OO % et comptant pour elle seule deux prêtres (l'abbé Dabiré Pierre Augustin Metuorman et l'abbé Somé Bèterbanfo Modeste Zaw), quatre religieuses (Somé Yvette Zaw, Hien Yvette Bekouone, Kpowda Sylvie Zaw et Somda Roseline Kpagnawne) et quelques petits séminaristes.

## Politique
Wizin compte un ancien député et deux élus locaux qui siègent au conseil municipal de Dissin dont il relève. Le village a connu cumulativement ou successivement l'animation de plusieurs associations et groupements. La dernière en date et la plus active est l'Amicale École pour Tous à Ouizine (AETO) initiée par les anciens élèves de l'école primaire de Wizin et présidée par l'un d'entre eux, Somda Irkugninè Arsène Metuor, élève de la promotion 1988-1994 et depuis juillet 2013 actuellement[Quand ?] Inspecteur des Impôts en service à Ouagadougou. Les objectifs de l'AETO sont entre autres la promotion de l'éducation au profit du grand nombre (petits et adultes), la préservation de l'environnement et le développement socioéconomique de Wizin et environnants. L'AETO s'est aussi donnée le défi d'organiser le vingt-cinquième anniversaire de l'ouverture de l'école primaire publique de Wizin sur l'année scolaire 2013-2014 ; cette école a été ouverte le 1er octobre 1988.